# تیتو وارن‌هولتس

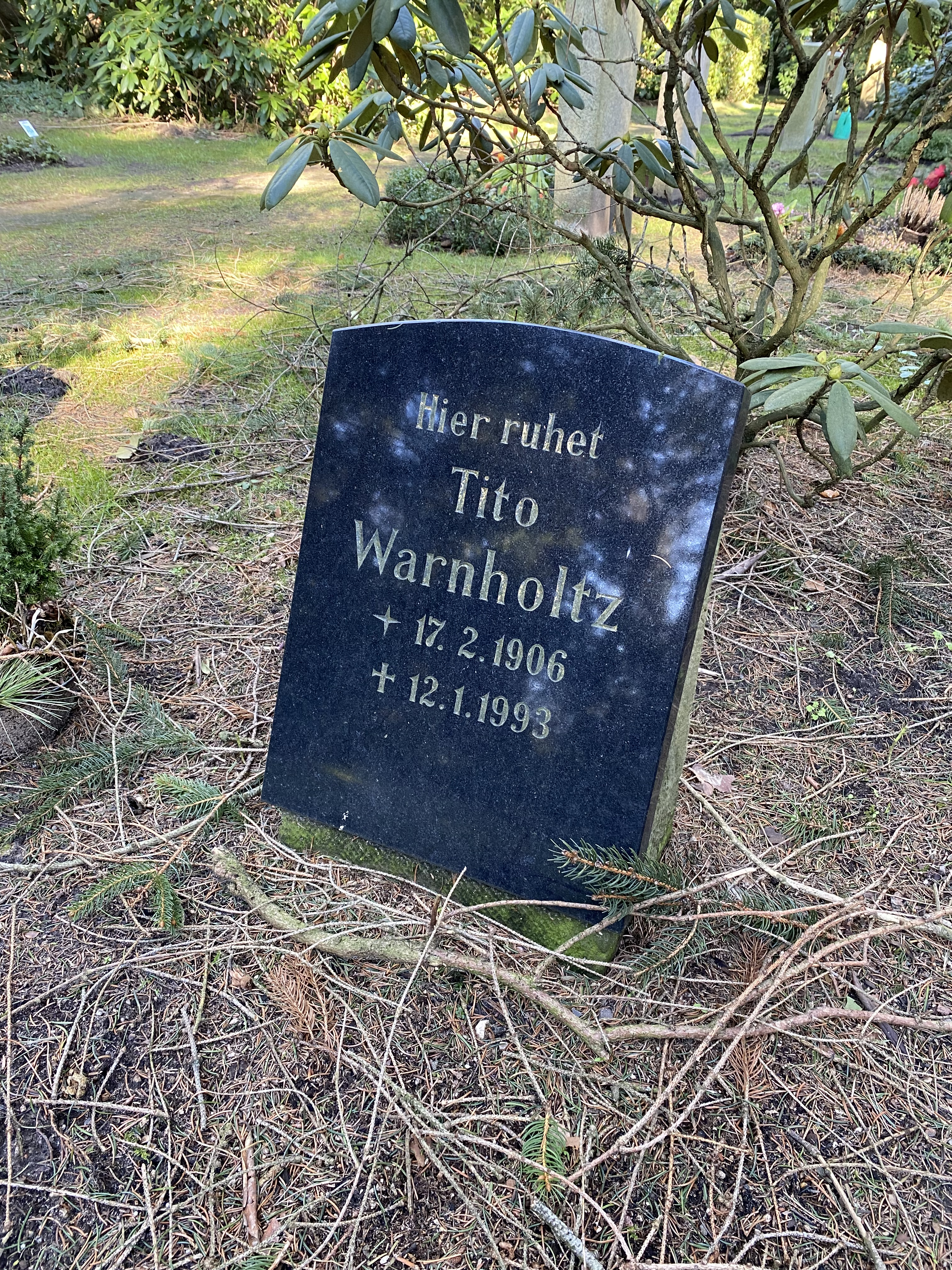
نمایی از سنگ‌مزار تیتو وارن‌هولتس - ۲۰۲۲

تیتو وارن‌هولتس (آلمانی: Tito Warnholtz; ۱۷ فوریهٔ ۱۹۰۶ – ۱۲ ژانویهٔ ۱۹۹۳) بازیکن هاکی روی چمن اهل آلمان بود.